# NGC 4881
NGC 4881 este o galaxie eliptică situată în constelația Părul Berenicei. A fost descoperită în 22 aprilie 1865 de către Heinrich Louis d'Arrest. Se află la o distanță de 94,62 de megaparseci de Pământ.